# Premier ministre du Luxembourg
Le Premier ministre du Luxembourg (en luxembourgeois : Premierminister vu Lëtzebuerg ; en allemand : Premierminister von Luxemburg) est le chef du gouvernement du grand-duché de Luxembourg.
Il porte de 1848 à 1857 le titre de président du Conseil, et de 1857 à 1989 celui de président du gouvernement (à l'exception de Mathias Mongenast, président du Conseil en 1915). Le titre de Premier ministre, déjà officieusement utilisé, devient officiel le 14 juillet 1989. En plus de sa fonction de chef du gouvernement, il est depuis 1857 également d'office ministre d’État.
Le siège du gouvernement luxembourgeois est situé à l'hôtel Saint-Maximin, au 2, place de Clairefontaine (Luxembourg).
La fonction est occupée depuis novembre 2023 par Luc Frieden. Chaque année, en avril de façon générale, le Premier ministre prononce le discours sur l'état de la Nation.

## Liste des chefs de gouvernement
| Nom                       | Naissance         | Mort              | Investiture      | Fin du mandat    |
| ------------------------- | ----------------- | ----------------- | ---------------- | ---------------- |
| Théodore de La Fontaine   | 6 janvier 1787    | 11 février 1871   | 1er août 1848    | 2 décembre 1848  |
| Jean-Jacques Willmar      | 6 mars 1792       | 26 novembre 1866  | 1848             | 1853             |
| Charles-Mathias Simons    | 27 mars 1802      | 5 octobre 1874    | 1853             | 1860             |
| Baron Victor de Tornaco   | 7 juillet 1808    | 26 septembre 1875 | 1860             | 1867             |
| Emmanuel Servais          | 11 avril 1811     | 17 juin 1890      | 1867             | 1874             |
| Baron Félix de Blochausen | 5 mars 1834       | 15 novembre 1915  | 1874             | 1885             |
| Édouard Thilges           | 17 février 1817   | 9 juillet 1904    | 1885             | 1888             |
| Paul Eyschen              | 9 septembre 1841  | 11 octobre 1915   | 1888             | 1915             |
| Mathias Mongenast         | 12 juillet 1843   | 10 janvier 1926   | 12 octobre 1915  | 6 novembre 1915  |
| Hubert Loutsch            | 18 novembre 1878  | 24 octobre 1946   | 1915             | 1916             |
| Victor Thorn              | 31 janvier 1844   | 15 septembre 1930 | 1916             | 1917             |
| Léon Kauffmann            | 16 août 1869      | 25 mars 1952      | 1917             | 1918             |
| Émile Reuter              | 2 août 1874       | 14 février 1973   | 1918             | 1925             |
| Pierre Prüm               | 9 juillet 1886    | 1er février 1950  | 20 mars 1925     | 16 juillet 1926  |
| Joseph Bech               | 17 février 1887   | 8 mars 1975       | 1926             | 1937             |
| Pierre Dupong             | 1er novembre 1885 | 23 décembre 1953  | 1937             | 29 décembre 1953 |
| Joseph Bech               | 17 février 1887   | 8 mars 1975       | 29 décembre 1953 | 29 mars 1958     |
| Pierre Frieden            | 28 octobre 1892   | 23 janvier 1959   | 29 mars 1958     | 2 mars 1959      |
| Pierre Werner             | 29 décembre 1913  | 24 juin 2002      | 2 mars 1959      | 15 juin 1974     |
| Gaston Thorn              | 3 septembre 1928  | 26 août 2007      | 15 juin 1974     | 16 juillet 1979  |
| Pierre Werner             | 29 décembre 1913  | 24 juin 2002      | 16 juillet 1979  | 20 juillet 1984  |
| Jacques Santer            | 18 mai 1937       |                   | 20 juillet 1984  | 26 janvier 1995  |
| Jean-Claude Juncker       | 9 décembre 1954   |                   | 26 janvier 1995  | 4 décembre 2013  |
| Xavier Bettel             | 3 mars 1973       |                   | 4 décembre 2013  | 17 novembre 2023 |
| Luc Frieden               | 16 septembre 1963 |                   | 17 novembre 2023 | en cours         |